# Elecciones generales de Panamá de 1972
La República de Panamá celebró elecciones generales el 10 de octubre de 1972, eligiendo a los 505 miembros de la Asamblea Nacional de Representantes de Corregimientos para que éstos eligieran tanto un nuevo presidente como un vicepresidente de la República.
Fueron las primeras elecciones después del golpe de Estado de 1968 y después de instaurado el régimen militar liderado por Omar Torrijos como jefe de Gobierno. Fue una de las elecciones con mayor participación electoral. Así mismo, para la elección del Presidente de la República se vuelve al método indirecto que se había abandonado en las elecciones de 1920.
El 10 de octubre de 1972 la Asamblea Nacional de Representantes de Corregimientos eligió como presidente a Demetrio B. Lakas y a Arturo Sucre Pereira como vicepresidente por un período de seis años (1972-1978).
Los representantes de corregimientos eran los que elegían al presidente de Panamá. Ninguno fue elegido por ningún partido político debido a que el régimen los prohibió. Se dieron irregularidades en las elecciones debido al sistema que se impuso, por lo cual fueron elegidos 470 representantes de corregimientos que tenían menos de 3 mil votantes.

## Elección presidencial
| Candidato         | Partido                     | Votos |
| ----------------- | --------------------------- | ----- |
| Demetrio B. Lakas | Independiente (sin partido) | 400   |
| Jorge Illueca     | Independiente (sin partido) | 1     |
| Votos nulos       |                             | 104   |
| Total             |                             | 505   |